# Baraja Lenormand
También conocida como «Petite Lenormand» o pequeño Lenormand, es un conjunto de 36 cartas numeradas de forma consecutiva que presentan la ilustración de ciertos animales, objetos y personas, todas diferentes.
Aunque se sugiere que su uso original era para el juego (comparte el número de cartas con la baraja alemana y la disposición de la baraja inglesa para varios juegos de bazas ingleses del siglo XVIII); actualmente es utilizada ampliamente para cartomancia. Sus orígenes no son muy claros, aunque se sugiere a Johann Kaspar Hechtel como el creador del prototipo. En sus inicios se comercializaba como un mazo para usos múltiples (juego, adivinación...) y sus imágenes representan elementos cotidianos de las crecientes ciudades europeas después de la revolución industrial.
El nombre «Lenormand» se relaciona con la célebre adivina francesa Marie Anne Lenormand; aunque no existe prueba de que ella haya llegado a conocer esta baraja en particular. Existen además, otras barajas cuyo nombre comercial incluye el nombre de esta sibila.

## Las 36 cartas
Los elementos representados han permanecido a lo largo del tiempo y suelen ser:
Un jinete. Una planta de trébol. Un barco navegando. Una casa. Un árbol maduro. Nubes de tormenta. Una serpiente. Un ataúd. Un ramo de flores. Una guadaña u hoz. Un haz de varas, látigo o escoba. Algunas aves (no zancudas), principalmente pájaros. Un niño o niña. Un zorro. Un oso. Una o varias estrellas. Una o más cigüeñas. Un perro. Una torre (a menudo parte de una fortaleza). Un parque o jardín público. Una montaña. Un cruce o división de caminos. Ratones o ratas. Un corazón estilizado. Un anillo. Un libro. Un sobre o papel escrito (una carta). Un hombre (caballero). Una mujer (dama). Uno o más lirios.* Un sol. Una luna. Una llave. Peces. Un ancla de embarcación. Una cruz.
Con variaciones según región y productor, se señala en negritas el nombre más común de cada naipe. Las cartas están numeradas en el orden citado.
*Debido a la gran variedad de especies de flores llamadas lirio, esta carta puede representar lirios, calas, azucenas y diversas plantas bulbosas.

## El naipe
Cada naipe contiene dos elementos: el número de la carta y la ilustración. Así, el mazo está constituido del 1-Jinete al 36-Cruz. Algunas versiones pueden traer una miniatura de una carta de la baraja francesa, alemana o, en pocas ocasiones, española; incluso de varias. Otras pueden traer un pequeño verso alegórico a su significado adivinatorio. Pueden también contener símbolos astrológicos o históricos. Sin embargo, es curioso que pocas veces incluya escrito el nombre de la carta.
- Datos: Q48789966